# Цвикау (окръг)
Окръг Цвикау (на немски: Landkreis Zwickau) е окръг в регион Кемниц, провинция Саксония, Германия. Заема площ от 949.33 км2. Населението на окръга към 31 декември 2011 година е на 338 272 души. Гъстотата на население е 356 души/км2. Административен център на окръга е град Цвикау.

## Градове и общини
В състава на окръга има 14 града и 19 общини.

## Политика

### Окръжен съвет
Съставът на окръжния съвет от 8 юни 2008 година е следния (от общо 98 места):
| Политическа група      | (%)  | Места |
| ---------------------- | ---- | ----- |
| CDU                    | 37.1 | 38    |
| Die Linke              | 20.9 | 21    |
| FDP                    | 10.6 | 11    |
| SPD                    | 10.2 | 10    |
| FW                     | 9.0  | 9     |
| Unabhängige Liste (UL) | 3.8  | 3     |
| NPD                    | 3.3  | 3     |
| Съюз 90/Зелените       | 3.3  | 3     |